# الميناء (نواكشوط)
الميناء هي مقاطعة موريتانية تقع في العاصمة نواكشوط البالغ عدد سكانها 760,000 حسب التقديرات الرسمية لعام 2013. وهي واحدة من مقاطعات العاصمة التسع التي تضم تفرغ زينة الأحدث من الناحية المعمارية, ولكصر الأقدم, وعرفات الأكثر كثافة سكانية من بين جميع المقاطعات.